# Skietshamtunturi
Skietshamtunturi är en ås i Finland.   Den ligger i landskapet Lappland, i den norra delen av landet, 1 000 km norr om huvudstaden Helsingfors.